# Emily Siobhan Muteti
Emily Siobhan Muteti, née le 14 juin 1998, est une nageuse kényane.

## Carrière
Emily Siobhan Muteti est médaillée de bronze du relais 4 x 100 mètres quatre nages aux Jeux africains de 2019 à Rabat.